# Mycena (publikacja)
Mycena – czasopismo naukowe publikujące artykuły na temat systematyki, filogenezy i geografii różnych grup grzybów, porostów i organizmów grzybopodobnych. Wydawane jest w Mińsku na Białorusi przez Laboratory of Mycology V.F. Kuprevich Institute of Experimental Botany Akademichnaya. Wychodzi raz lub dwa razy w roku. Artykuły są dwujęzyczne: w języku rosyjskim i angielskim.
Mycena powstała w 2001 roku jako drugie czasopismo mykologiczne we Wspólnocie Niepodległych Państw. Od 2005 roku wychodzi również w wersji internetowej.
ISSN: 1682-7228 